# Johan Wallman (1663–1730)
Johan Wallman, född 8 maj 1663 i Nykils församling, Östergötlands län, död 17 mars 1730 i Skällviks församling, Östergötlands län, var en svensk präst.

## Biografi
Johan Wallman föddes 1663 i Nykils församling. Han var son till bonden Håkan Andersson och Brita Jönsdotter på Ballsnäs. Wallman studerade i Linköping och blev 15 maj 1686 student vid Uppsala universitet. Han blev 1694 rektor vid Söderköpings trivialskola och prästvigdes 28 september 1702. Wallman blev 26 januari 1703 kyrkoherde i Skällviks församling och avled 1730.

### Familj
Wallman gifte sig 11 september 1700 med Brita Holmér (född 1683), dotter till komministern i Söderköping. De fick tillsammans barnen Anna Wallman som var gift med subkantorn Nils Schillgren i Linköping och kyrkoherden Jöns Millerus i Högby församling, Brita Wallman som var gift med kyrkoherden Jacob Hagman i Mogata församling, Johan Wallman (1704–1713), Petrus Wallman (1707–1709), Andreas Wallman (1709–1709), Catharina Wallman (1710–1721), kyrkoherden Daniel Wallman i Fornåsa församling, Elisabeth Wallman (född 1713) som var gift med tulluppsyningsmannen Daniel Schmitt i Valdemarsvik, Haquin Wallman (1716–1721), Hedvig Wallman (född 1720), Johan Wallman (född 1724).